# Silvio a la Carta

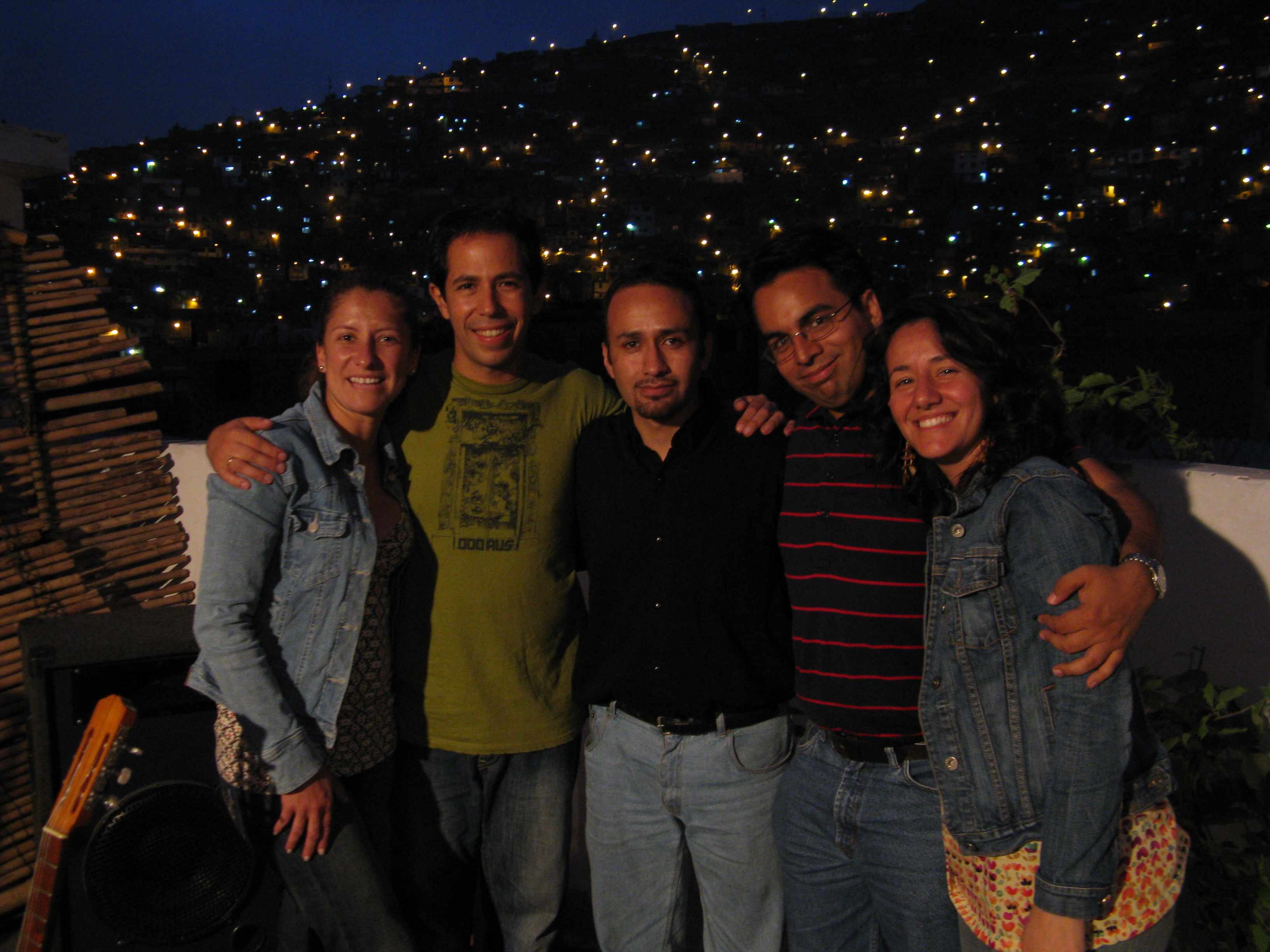
Silvio a la Carta en Yerbateros, enero de 2008.

Silvio a la Carta (SALC) es un proyecto que nació en Lima, Perú, en el año 1994, como una iniciativa musical ideada por María Elena González, quien en un inicio pensó en agrupar a un conjunto de músicos, la mayoría de ellos estudiantes universitarios, para rendir homenaje al trovador cubano Silvio Rodríguez, cuya música y poesía constituyen un invalorable patrimonio cultural y humano, para al menos tres generaciones de seguidores, quienes han adoptado sus letras como inspiración para vivir.
Este homenaje se concretó a través de una temporada de recitales en los que el público elegía el repertorio de cada noche, de una lista o "menú" de canciones. El espectáculo tuvo tanta acogida, que incluso las noticias de este éxito llegaron a oídos del cantautor. Sin embargo, sólo duró un año. Al poco tiempo María Elena se mudó a la ciudad andina del Cusco y el proyecto quedó truncado.
En el año 1998, dos de los músicos fundadores, Caroline Cruz y Fabrizio Sotelo, deciden retomar este sueño musical y humano, convocando a nuevos compañeros y algunos antiguos, casi todos cantantes y multinstrumentistas, de ahí que la nueva agrupación contara además, en ese entonces, con la participación de: Piero Mercado, Ximena Rodríguez, Juan Carlos de la Torre, el dúo Greda (Miguel y Pavel Bello), Lucho Quequezana, Roxanna Morote y Miryam Quiñones.
El espectáculo guardaba algunas características similares con la etapa anterior, como el hecho de que los artistas subían al escenario por turnos, en solos, dúos o tríos, para interpretar las canciones del cubano. Sin embargo, para señalar que se trataba de una nueva etapa, el espectáculo no tomó el nombre original sino el de "Lo mejor de Silvio Rodríguez". El público y la prensa, no obstante, aún guardaban gratos recuerdos de las exitosas temporadas de 1994, por lo que a estos talentosos músicos los siguieron identificando como el grupo "Silvio a la Carta". Adoptaron entonces, el nombre del show como nombre del grupo musical.
Con decenas de conciertos por año, y una enorme convocatoria de gente, quedó claro que muchos peruanos necesitaban de la presencia de Silvio en sus vidas. Más aún en un país que ha sufrido en carne propia la crisis de valores y donde lamentablemente no hay una difusión de la trova a través de medios masivos. Si bien el trovador no pisaba tierras peruanas desde 1986,
generaciones disímiles asistían todos juntos a corear los temas del maestro Silvio, en las jóvenes voces de Silvio a la Carta.
En 1999, Silvio Rodríguez vuelve a enviar un saludo al grupo de músicos peruanos, lo que los animó a alistarse para el Encuentro de la Tropa Cósmica en La Habana, Cuba. Ese año, el grupo completo viajó y no sólo conocieron al gran trovador, sino que también participaron en un encuentro de músicos latinoamericanos en la Casa de las Américas, siendo elegidos como el mejor grupo de difusión de la trova en el mundo.
En ese año se retira temporalmente del grupo Juan Carlos de la Torre, quien fue reemplazado por el cantante Gonzalo Zúñiga.
En el año 2003 graban su primer CD en vivo, llamado "Directo" y llevaron a cabo una gira promocional por el interior del país. Los conciertos filmados por canales de televisión regionales, fueron retransmitidos incesantemente por muchos meses.
Ese mismo año el grupo dejó de contar con la presencia de Miryam Quiñones, quien decidió seguir su carrera solista, lo mismo que el dúo Greda. Por diversas razones SALC ha ido variando de integrantes, algunos de ellos hoy grandes músicos que siguieron su propio camino, sin dejar de lado la razón de la trova, el canto y los sueños.
El conjunto de solistas, dúos y tríos que tocaban por turnos se convirtió finalmente en una sola y compacta banda, caracterizada por recrear los temas de Rodríguez con pulcros arreglos vocales e instrumentales y una original fusión con ritmos peruanos.
Desde el año 2005 la formación está compuesta por: Caroline Cruz, Fabrizio Sotelo, Juan Carlos de la Torre, María Luisa Benavides y Piero Mercado, quienes han mantenido esta hermosa labor de difusión, contando eventualmente con las actuaciones de artistas invitados, entre los que se encuentran algunos exintegrantes del grupo.
A inicios del 2007, Silvio Rodríguez dio públicas muestras de gratitud al grupo Silvio a la Carta en su concierto realizado en la ciudad de Lima. En abril de 2013, Silvio vuelve a tocar en Perú y esta vez invita al grupo a abrir su show, ante más de 10 mil personas.
Entre los años 2020 y 2023, la agrupación se abocó en un ambicioso proyecto: llevar a las salas de grabación, con la mayor fidelidad posible, la emotiva experiencia de quien escucha sus arreglos por primera vez; y es así que nace Cantoarena, su única producción en estudio, que cuenta además con la participación del mismo Silvio Rodríguez, así como de notables instrumentistas nacionales.

## Discografía
- Silvio a la Carta. Directo [2003]
- Silvio a la Carta. Cantoarena [2023]